# هيلموت هينيغ
هيلموت هينيغ (بالصينية: 海宁) هو شخصية أعمال صيني، ولد في 30 نوفمبر 1957 في هونغ كونغ في الصين.